# Secrétaire de la Conférence
Le titre de Secrétaire de la Conférence est donné au gagnant du concours d'éloquence organisé chaque année par la Conférence du stage dans un barreau (ordre professionnel des avocats).

## Prestige
Le titre de « Secrétaire de la Conférence » est le seul titre qu’un avocat peut remporter au cours de sa carrière.
Le quotidien Le Monde le qualifie de « titre convoité », « vieillot » mais « qui donne un statut de rock star au Palais de justice et dans les amphis de droit ». L'historien Gilles Le Béguec qualifie les Secrétaires de la Conférence d'« aristocratie du barreau ».
Il permet également d'endosser le rôle prestigieux de contre-critique lors des Conférences Berryer.

## Historique
À Paris, l’Association amicale des Secrétaires et anciens Secrétaires de la Conférence des avocats du Barreau de Paris a été fondée en 1878, et reconnue d’utilité publique dès 1890. À Lille, l'élection des Secrétaires de la Conférence existe depuis 1923.
Le nombre de Secrétaires de la Conférence est de 12 à Paris, 4 à Toulouse et plus souvent 2 : par exemple à Amiens, à Bordeaux, dans les Hauts-de-Seine, à Strasbourg ou encore dans le Val-de-Marne.
Ces Secrétaires de la Conférence ne doivent pas être confondus avec les Secrétaires de la Conférence du stage au Conseil d'État et à la Cour de cassation.

## Missions
Depuis plus de 200 ans, les Secrétaires de la Conférence assurent leurs missions : ils représentent le barreau durant une année et organisent le concours l'année suivant ; reconnus pour leur aptitude à la plaidoirie et au combat judiciaire, ils sont désignés en priorité sur les procédures criminelles et devant les cours d'assises,.
À Paris, « Les 12 secrétaires de la Conférence du stage se partagent, durant leur année de magistère, les dossiers criminels susceptibles d'être traités aux assises ».
Depuis 1871, les Secrétaires de la Conférence du Barreau de Paris organisent la Conférence Berryer.

## Secrétaires de la Conférence notoires
Les premières femmes à porter ce titre à Paris ont été Jeanne Rospars, 3e Secrétaire en 1922, Lucile Tinayre, 5e secrétaire en 1923 et Juliette Veillier-Duray, 2e Secrétaire en 1924. La première femme à porter le titre de « Première Secrétaire de la Conférence » à Paris est Lucienne Scheid-Levillion en 1936. La première femme à porter ce titre à Bordeaux est Manon Cormier en 1921.
D'anciens présidents de la République, président du Sénat, avocats pénalistes réputés, ministres, présidents de l'Ordre des avocatsont été Secrétaires de la Conférence :
- à Paris[13] : Gaston Monnerville, Jean-Denis Bredin, Edgar Faure, Jules Ferry, Mgr Pierre Gerlier, Jules Grévy, Paul-Albert Iweins, Georges Kiejman, Arnaud Montebourg, Raymond Poincaré, Paul Reynaud, Jacques Vergès , Henri Leclerc, Thierry Lévy, Bertrand Périer, Antonin Lévy, Christian Saint-Palais, Jean-Yves Le Borgne, Francis Szpiner, Raphaël Gauvain, Félix de Belloy, Seydi Ba ;
- à Marseille : Gaston Defferre[18].

Le titre est ouvert aux avocats étrangers dans certains barreaux.

## Pour approfondir